# Arábia Saudita nos Jogos Olímpicos de Verão de 1984
A Arábia Saudita competiu nos Jogos Olímpicos de Verão de 1984, realizados em Los Angeles, Estados Unidos. O país retornou aos Jogos Olímpicos após participar do boicote liderado pelos EUA dos Jogos Olímpicos de Verão de 1980. O país teve 37 concorrentes, todos homens, que participou de 11 eventos em 5 esportes.